# From TV Animation – One Piece: Grand Battle!
From TV Animation – One Piece: Grand Battle! (From TV animation　ONE PIECE グランドバトル!) ist ein Kampfspiel, das von der Firma Ganbarion entwickelt und vom Herausgeber Bandai Namco für die PlayStation veröffentlicht wurde. Das Spiel basiert auf der Mangareihe One Piece. Das Spiel wurde am 15. März 2001 in Japan und am 23. Juni 2003 in Europa veröffentlicht. Das Opening des Spiels verwendet die Musik We Are! (ウィーアー!), das ursprünglich aus dem Anime stammt.

## Handlung
Ein Junge namens Monkey D. Ruffy macht sich auf die Reise um der König der Piraten zu werden. Während seiner Reise kämpft er gegen viele Feinde und stellt nach und nach eine starke und stabile Mannschaft zusammen. Dieses Spiel fängt von der East Blue Saga an und endet an der Whiskey Peak Arc.

## Spielprinzip
Das Gameplay besteht aus zwei Charakteren, die in einer 3D-Arena mit Gegenständen und Hindernissen gegeneinander antreten. Gegenstände können verwendet werden, um dem Spieler zu helfen oder den anderen Charakter zu besiegen. Sobald der Spieler im Event-Kampf genügend Feinde besiegt hat, erscheint der Rivale jedes Charakters. Ein Event-Kampf ist abgeschlossen, wenn der Rivale besiegt wurde.
| Charaktere                                   | Unterstützer-Charaktere         |
| -------------------------------------------- | ------------------------------- |
| Monkey D. Ruffy                              | -                               |
| Lorenor Zoro                                 | -                               |
| Nami                                         | -                               |
| Lysop                                        | -                               |
| Sanji                                        | -                               |
| Kuro                                         | Sham & Buchi, Jango             |
| Don Krieg                                    | Gin                             |
| Arlong                                       | Hachi, Kuroobi, Chew            |
| Buggy                                        | Mohji & Richie, Cabaji          |
| Alvida                                       | -                               |
| Smoker                                       | -                               |
| Tashigi                                      | -                               |
| Nefeltari Vivi (im Spiel als Miss Wednesday) | Mr. 8, Karoo                    |
| Pandaman                                     | Panda Shark                     |
| Mihawk                                       | -                               |
| Shanks                                       | Benn Beckman, Lucky Roux, Yasop |

Die auswählbaren Stages sind Syrop, Baratié, Arlong Park, Loguetown, La Boums Magen und Windmühlendorf.

## Rezeption
Das Spiel hat bei den PlayStation Awards 2002 einen Gold Reward bekommen, da sich innerhalb eines Jahres über 600.000 Exemplare verkauften. Famitsu vergab eine Punktzahl von 23/40.